# (342) Endimió
(342) Endimió és un asteroide pertanyent al cinturó d'asteroides descobert el 17 d'octubre de 1892 per Maximilian Franz Wolf des de l'observatori de Heidelberg-Königstuhl, Alemanya.
Està nomenat per Endimió, un personatge de la mitologia grega.